# Pływanie na Letnich Igrzyskach Olimpijskich 1968 – 200 m stylem dowolnym kobiet
200 m stylem dowolnym kobiet – jedna z konkurencji pływackich rozgrywanych podczas XIX Igrzysk Olimpijskich w Meksyku. Eliminacje odbyły się 21 października, a finał 22 października 1968 roku.
W tej debiutującej na igrzyskach olimpijskich konkurencji wszystkie miejsca na podium zajęły Amerykanki. Mistrzynią olimpijską została 16-letnia Debbie Meyer, czasem 2:10,5 ustanawiając nowy rekord olimpijski. Dla Meyer był to drugi złoty medal na igrzyskach w Meksyku. Srebro zdobyła Jan Henne (2:11,0), wyprzedzając o 0,2 s Jane Barkman (2:11,2), której przypadł brązowy medal.

## Rekordy
Przed zawodami rekord świata i rekord olimpijski wyglądały następująco:
| Rekord            | Zawodniczka      | Czas   | Miejsce     | Data             |       |
| ----------------- | ---------------- | ------ | ----------- | ---------------- | ----- |
| Rekord świata     | Debbie Meyer     | 2:06,7 | Los Angeles | 24 sierpnia 1968 | [ 1 ] |
| Rekord olimpijski | nowa konkurencja | -      | -           | -                |       |

W trakcie zawodów ustanowiono następujące rekordy:
| Data            | Etap konkurencji | Zawodniczka  | Czas   | Rekord |
| --------------- | ---------------- | ------------ | ------ | ------ |
| 21 października | eliminacje       | Debbie Meyer | 2:13,1 | OR     |
| 22 października | finał            | Debbie Meyer | 2:10,5 | OR     |

## Wyniki

### Eliminacje
| Miejsce | Wyścig | Zawodniczka                | Państwo            | Czas     | Uwagi |
| ------- | ------ | -------------------------- | ------------------ | -------- | ----- |
| 1.      | 1      | Debbie Meyer               | Stany Zjednoczone  | 2:13,1   | Q,    |
| 2.      | 5      | Jane Barkman               | Stany Zjednoczone  | 2:13,6   | Q     |
| 3.      | 3      | Jan Henne                  | Stany Zjednoczone  | 2:13,8   | Q     |
| 4.      | 4      | Gabriele Wetzko            | NRD                | 2:14,7   | Q     |
| 5.      | 2      | Lyn Bell                   | Australia          | 2:15,7   | Q     |
| 6.      | 6      | Mirjana Šegrt              | Jugosławia         | 2:15,7   | Q     |
| 7.      | 2      | Claude Mandonnaud          | Francja            | 2:15,8   | Q     |
| 8.      | 1      | Oľga Kozičová              | Czechosłowacja     | 2:16,1   | Q     |
| 9.      | 6      | Oei Liana                  | Republika Chińska  | 2:16,3   |       |
| 10.     | 3      | Marion Lay                 | Kanada             | 2:16,7   |       |
| 11.     | 3      | María Teresa Ramírez       | Meksyk             | 2:17,5   |       |
| 12.     | 5      | Marie-José Kersaudy        | Francja            | 2:18,0   |       |
| 13.     | 2      | Jenny Steinbeck            | Australia          | 2:18,8   |       |
| 14.     | 3      | Alexandra Jackson          | Wielka Brytania    | 2:19,2   |       |
| 15.     | 5      | Elisabeth Berglund         | Szwecja            | 2:19,7   |       |
| 16.     | 6      | Julie McDonald             | Australia          | 2:19,9   |       |
| 17.     | 1      | Susan Williams             | Wielka Brytania    | 2:20,4   |       |
| 18.     | 6      | Consuelo Changanaqui       | Peru               | 2:20,7   |       |
| 19.     | 4      | Angela Coughlan            | Kanada             | 2:20,9   |       |
| 20.     | 1      | Heidi Reineck              | RFN                | 2:21,4   |       |
| 21.     | 1      | Danièle Dorléans           | Francja            | 2:21,7   |       |
| 22.     | 6      | Rosario de Vivanco         | Peru               | 2:22,2   |       |
| 23.     | 3      | Kristina Moir              | Portoryko          | 2:23,1   |       |
| 24.     | 4      | Maria Strumolo             | Włochy             | 2:23,3   |       |
| 25.     | 5      | Tamara Sosnowa             | ZSRR               | 2:23,5   |       |
| 26.     | 4      | Aloisia Bauer              | RFN                | 2:24,5   |       |
| 27.     | 5      | Patricia Olano             | Kolumbia           | 2:25,1   |       |
| 28.     | 2      | Helen Elliott              | Filipiny           | 2:25,4   |       |
| 29.     | 6      | Sally Davison              | Wielka Brytania    | 2:26,1   |       |
| 30.     | 2      | Novella Calligaris         | Włochy             | 2:26,3   |       |
| 31.     | 2      | Marcia Arriaga             | Meksyk             | 2:27,0   |       |
| 32.     | 4      | Emilia Figueroa            | Urugwaj            | 2:27,4   |       |
| 33.     | 3      | Donatella Ferracuti        | Salwador           | 2:28,2   |       |
| 34.     | 3      | Hrafnhildur Guðmundsdóttir | Islandia           | 2:28,5   |       |
| 35.     | 1      | Kirsten Strange-Campbell   | Dania              | 2:30,5   |       |
| 36.     | 5      | Silvana Asturias           | Gwatemala          | 2:30,7   |       |
| 37.     | 2      | Shen Bao-ni                | Republika Chińska  | 2:34,0   |       |
| 38.     | 5      | Lylian Castillo            | Urugwaj            | 2:34,1   |       |
| 39.     | 2      | Lorna Blake                | Portoryko          | 2:43,8   |       |
| 47. !   | 1      | Nguyễn Minh Tam            | Wietnam Południowy | 9:99,9 ! | DNS   |
| 47. !   | 1      | María Moreño               | Salwador           | 9:99,9 ! | DNS   |
| 47. !   | 3      | Carmen Ferracuti           | Salwador           | 9:99,9 ! | DNS   |
| 47. !   | 4      | Lotten Andersson           | Szwecja            | 9:99,9 ! | DNS   |
| 47. !   | 4      | Mara Sacchi                | Włochy             | 9:99,9 ! | DNS   |
| 47. !   | 5      | Ana Marcial                | Portoryko          | 9:99,9 ! | DNS   |
| 47. !   | 6      | Ingrid Gustavsson          | Szwecja            | 9:99,9 ! | DNS   |
| 47. !   | 6      | Pat Chan                   | Singapur           | 9:99,9 ! | DNS   |

### Finał
| Miejsce | Zawodniczka       | Państwo           | Czas   | Uwagi |
| ------- | ----------------- | ----------------- | ------ | ----- |
| 1. !    | Debbie Meyer      | Stany Zjednoczone | 2:10,5 | OR    |
| 2. !    | Jan Henne         | Stany Zjednoczone | 2:11,0 |       |
| 3. !    | Jane Barkman      | Stany Zjednoczone | 2:11,2 |       |
| 4.      | Gabriele Wetzko   | NRD               | 2:12,3 |       |
| 5.      | Mirjana Šegrt     | Jugosławia        | 2:13,3 |       |
| 6.      | Claude Mandonnaud | Francja           | 2:14,9 |       |
| 7.      | Lyn Bell          | Australia         | 2:15,1 |       |
| 8.      | Olga Kozičová     | Czechosłowacja    | 2:16,0 |       |